# Al-Dschunaid
Abū l-Qāsim al-Dschunaid ibn Muhammad al-Chazzāz al-Qawārīrī (arabisch ابو القاسم الجنيد بن محمد الخزاز القواريري, DMG Abū l-Qāsim al-Ǧunaid ibn Muḥammad al-Ḫazzāz al-Qawārīrī; † 910) oder kurz Dschunaid von Bagdad war ein Vertreter der Bagdader Mystik und gilt bis heute als eine der wichtigsten Autoritäten des Sufismus.
Al-Dschunaid war Sohn eines persischen Kaufmanns, der mit Flaschen oder Kristallen (qawārīr) handelte, woher auch seine Nisba al-Qawārīrī rührt. Seine Familie stammte aus der persischen Stadt Nahavand. Er wuchs in Bagdad im Haushalt seines Onkels Sarī as-Saqaṭī auf, der ihn auch in die Mystik einführte. Sufische Lehren lernte er außerdem bei al-Hārith al-Muhāsibī kennen, mit dem er lange Spaziergänge durchführte. Er selbst war als Seidenhändler (Chazzāz) tätig, studierte daneben aber auch Islamisches Recht (fiqh) bei dem schafiitischen Gelehrten Abū Thaur. Mit zwanzig Jahren war seine juristische Ausbildung so weit abgeschlossen, dass er in dessen Namen Rechtsgutachten abgeben konnte.
Dschunaid sah im Sufismus einen Weg der ständigen Läuterung und des seelischen Kampfes (siehe auch nafs). Er verurteilte manche andere Sufis scharf, die meinten, sich über Moral und religiöse Pflichten hinwegsetzen zu können oder die Vorschriften des Koran nicht mehr beachten zu müssen. Für Dschunaid waren Koran und Sunna die Grundlagen des Glaubens, und diese können durch keine mystische Erfahrung außer Kraft gesetzt werden. Außerdem galten für ihn für das Beschreiten des mystischen Wegs eine bestimmte Lebensweise als Voraussetzung: rituelle Reinheit (tahāra), ständiges Gottesgedenken (dhikr) periodisches Fasten (saum), Klausuren, Zeiten des Schweigens, Aufgeben des eigenen Besitzes und die Führung durch einen Sufi-Meister (sheikh).
Nach Dschunaid ist das Ziel des Sufismus nicht das „Einheitserlebnis“, sondern der Zustand nach der Rückkehr dieses Erlebnisses zum Bewusstsein seiner selbst. Nach dieser Rückkehr besitzt man die Klarheit der Gotteserkenntnis, d. h. das Leben ist ein Leben in Gott. Jedoch sagte Dschunaid, dass man nicht ein von Gott geleitetes Leben in einsamer Abgeschiedenheit führen solle. Vielmehr soll man fest in der Gemeinschaft der Mitmenschen stehen, um ihnen ein Vorbild sein und ihnen helfend zur Seite stehen zu können. Er lehnte jedoch den Sufi Mansur al-Halladsch ab, der seiner Meinung nach die Geheimnisse des Sufipfades in aller Öffentlichkeit preisgab.
Dschunaid wird von verschiedenen Richtungen und Schulen als Meister angesehen, und die meisten spirituellen Ketten (Silsila) der späteren Sufiorden (Tariqas) gehen auf ihn zurück.

## Belege
1. ↑  Vgl. van Ess 278.

| Personendaten    | Personendaten                                                                              |
| ---------------- | ------------------------------------------------------------------------------------------ |
| NAME             | Dschunaid, al-                                                                             |
| ALTERNATIVNAMEN  | Dschunaid, Abu'l-Qasim Muhammad; Abu al-Qasim ibn Muhammed al Dschunaid; Dschunaid Bagdadi |
| KURZBESCHREIBUNG | persischer Mystiker                                                                        |
| GEBURTSDATUM     | 9. Jahrhundert                                                                             |
| STERBEDATUM      | 910                                                                                        |